# Asău (Fluss)
Der Asău ist ein 33 km langer linker Nebenfluss des Trotuș im Kreis Bacău in Rumänien.

## Flusslauf
Die Quellflüsse des Asău, Asăul Mare (rechts, 8,5 km) und Asăul Mic (links, 5,3 km), entspringen im Tarcău-Gebirge, ein Teil der Ostkarpaten. Der Asău fließt in überwiegend südsüdöstlicher Richtung. Er mündet in der Gemeinde Asău in den Trotuș. Das Einzugsgebiet des Asău ist 208 km² groß.